# Peter Kochupuruckal
Peter Kochupuruckal (* 3. März 1964 in Marangoly, Kerala) ist ein indischer Geistlicher und syro-malabarischer Bischof von Palghat.

## Leben
Peter Kochupuruckal trat 1981 in das Priesterseminar in Palghat ein, wo er Philosophie und Katholische Theologie studierte. Er empfing am 29. Dezember 1990 das Sakrament der Priesterweihe.
Anschließend war Kochupuruckal zehn Jahre als Seelsorger in verschiedenen Pfarreien tätig. 1995 erwarb er am St. Peter’s Pontifical Institute in Bangalore einen Master im Fach Kanonisches Recht. Von 1997 bis 2000 war Peter Kochupuruckal als Ehebandverteidiger und Kirchenanwalt tätig, bevor er zur Fortsetzung seiner Studien nach Rom entsandt wurde. Kochupuruckal erwarb am Päpstlichen Orientalischen Institut das Lizenziat im Fach Kanonisches Recht und wurde in dieser Disziplin promoviert. Nach der Rückkehr in seine Heimat wurde er 2007 Offizial und zudem Pfarrer der Pfarrei St. Antony in Walayar. Von 2010 bis 2013 war Peter Kochupuruckal Regens des Kleinen Seminars. Kochupuruckal wurde 2013 Diözesankanzler. Seit 2016 war er zusätzlich Synkellos für die Seminaristen und die Ordensleute.
Die Synode der Bischöfe der syro-malabarischen Kirche wählte ihn zum Weihbischof in Palghat. Diese Wahl bestätigte Papst Franziskus am 15. Januar 2020 und ernannte ihn zum Titularbischof von Lares. Der Bischof von Palghat, Jacob Manathodath, spendete ihm am 18. Juni desselben Jahres in der St. Raphael’s Cathedral in Palakkad die Bischofsweihe; Mitkonsekratoren waren der Bischof von Palai, Joseph Kallarangatt, und der Bischof von Irinjalakuda, Pauly Kannookadan.
Am 15. Januar 2022 wurde seine Wahl zum Bischof von Palghat durch die Synode der syro-malabarischen Kirche bekanntgegeben.